# Alenka Bratušek
Alenka Bratušek, slovenska političarka, * 31. marec 1970, Celje.
Bratušek je bila med letoma 2013 in 2014 predsednica Vlade Republike Slovenije. Na državnozborskih volitvah 2011 je bila izvoljena za poslanko Državnega zbora Republike Slovenije. Potem ko si je Zoran Janković zamrznil položaj predsednika Pozitivne Slovenije, je vodenje prevzela Bratušek. Po izstopu iz Pozitivne Slovenije je ustanovila lastno stranko Zavezništvo Alenke Bratušek, kasneje preimenovano v Zavezništvo socialno-liberalnih demokratov, še kasneje pa je to postala Stranka Alenke Bratušek. Na Državnozborskih volitvah 2014 se je stranki uspelo prebiti v parlament, poslansko mesto je zasedla tudi Alenka Bratušek. Po volitvah 2018 Bratušek za poslanko ni bila izvoljena, je pa v 13. vladi Republike Slovenije prevzela resor za infrastrukturo, ki ga je vodila do odstopa vlade, 13. marca 2020. Januarja 2021 je postala nadomestna poslanka v Državnem zboru Republike Slovenije.
Stranka Alenke Bratušek je na državnozborskih volitvah leta 2022 izpadla iz parlamenta. Mandatar za sestavo vlade Robert Golob je stranko kljub temu povabil k sodelovanju. V začetku vlade je bila državna sekretarka na ministrstvu za infrastrukturo, 24. januarja 2023 pa postala tudi ministrica tega resorja.

## Študij
V domačem Žalcu je obiskovala tamkajšnjo I. osnovno šolo. Po maturi na Srednji naravoslovno-matematični šoli (danes Gimnazija Lava) v Celju je Alenka Bratušek leta 1994 diplomirala na Fakulteti za naravoslovje in tehnologijo v Ljubljani, naslov njene diplomske naloge je Vpliv poroznosti konfekcijskih medvlog na hitrost izhlapevanja znoja. Leta 2006 pa je na Fakulteti za družbene vede magistrirala iz menedžmenta, naslov magistrskega dela je Statusna sprememba Servisa za protokolarne storitve iz neposrednega proračunskega uporabnika v javni gospodarski zavod. Od leta 2004 do 2012 je bila članica Upravnega odbora Javne agencije za raziskovalno dejavnost Republike Slovenije.

## Uradniška in politična kariera
Pred vstopom v politiko je bila zaposlena na Ministrstvu za finance, kjer se je ukvarjala z državnim proračunom. Šest let je bila direktorica Direktorata za proračun, pred tem je vodila Sektor za državni proračun.

### Poslanka v državnem zboru
Na volitvah leta 2008 je kandidirala na listi Zaresa, a ni bila izvoljena. Na volitvah leta 2011 je bila na listi Pozitivne Slovenije izvoljena za poslanko v Državnem zboru Republike Slovenije. Potem ko je Komisija za preprečevanje korupcije Republike Slovenije ugotovila, da je Zoran Janković obremenjen s hudim korupcijskim tveganjem, saj komisiji ni znal pojasniti izvora dela svojega premoženja, je januarja 2013 prevzela tudi vodstvo stranke.
Po smrti poslanca Stranke Alenke Bratušek Franca Kramarja, januarja 2021, je Alenki Bratušek pripadel nadomestni poslanski sedež. Postala je članica odborov za gospodarstvo, zunanjo politiko, članica ustavne komisije in podpredsednica Komisije za nadzor javnih financ.

### Predsednica vlade
27. februarja 2013 je ob izglasovani konstruktivni nezaupnici vladi Janeza Janše, s 55 glasovi za in 33 proti dobila mandat za sestavo nove Vlade Republike Slovenije. Vodila je koalicijska pogajanja s strankami Socialni demokrati, Demokratično stranko upokojencev Slovenije in Državljansko listo Gregorja Viranta. 11. vlada Republike Slovenije je prisegla 20. marca 2013. Delovala je v za Slovenijo izredno nestabilnem času z najrazličnejšimi spremembami v politiki, gospodarstvu in v vsakdanjem življenju.
Med cilji Alenke Bratušek na mestu predsednice vlade je bilo ohraniti finančno neodvisnost države od finančne pomoči Evropske unije oz. reševanje finančne krize brez t.i. "trojke" institucij: Evropske komisije, Evropske centralne banke in Mednarodnega denarnega sklada. Javne finance je vladna ekipa skušala stabilizirati z dvigom davka na dodano vrednost (DDV), prav tako se je dokapitaliziralo več državnih bank z okoli tremi milijardami evrov in ustavilo proces privatizacije. Na seznam za prodajo so bili dani Adria Airways, Elan, Helios, Fotona, Aerodrom Ljubljana, Adria Airways tehnika, NKBM, Paloma, Cinkarna Celje, Unior, Žito, Telekom, Terme Olimje, Gospodarsko razstavišče, Aero, Helios in Fotona ter Elan. Država se je morala zaradi reševanja bank na mednarodnih trgih zadolžiti, dolg je tako narasel preko 80 odstotkov državnega BDP, obenem je naraščala tudi brezposelnost. Delo vlade so obremenjevale tudi preiskave nekaterih članov vlade, prav tako odstopi ministrov. Po odstopu zdravstvene ministrice Alenke Trop Skaza je Bratuškova začasno vodenje resorja prevzela sama. V času vlade Alenke Bratušek sta bili sprejeti tudi dve ustavni spremembi; vpisano je bilo fiskalno pravilo in sprememba referendumske ureditve.
Na kongresu Pozitivne Slovenije aprila 2014 je bil Zoran Janković ponovno izvoljen za predsednika stranke. To je povzročilo odstop Alenke Bratušek s položaja predsednice vlade, njen izstop iz stranke ter napoved ustanavljanja svoje, razpad koalicije in razpis predčasnih volitev v Državni zbor Republike Slovenije. 31. maja je ustanovila svojo stranko pod imenom Zavezništvo Alenke Bratušek (ZaAB), ki je na državnozborskih volitvah osvojila 4,38 % glasov in komaj presegla prag za uvrstitev v Državni zbor.

### Kandidatura za evropsko komisarko
31. julija 2014 jo je vlada še pod njenim vodstvom predlagala za enega od treh slovenskih kandidatov za evropskega komisarja pod vodstvom Jean-Clauda Junckerja za obdobje 2014-2019. Po zaslišanju so jo 8. oktobra kot kandidatko za komisarko za energetiko in podpredsednico komisije evropski poslanci zavrnili s 112 glasovi PROTI in 13 ZA, dva pa sta se vzdržala. Kljub temu, da jo je predsednik komisije Jean-Claude Juncker še vedno podpiral, je naslednji dan odstopila od kandidature. Nekaj ur kasneje je Komisija za preprečevanje korupcije izdala mnenje, da je ravnanje predsednice Vlade RS, povezano z imenovanjem kandidatov za komisarsko mesto v Evropski komisiji 2014–2019, v nasprotju z določbami ZIntPK o dolžnem izogibanju nasprotju interesov.

### Ministrica za infrastrukturo
Na državnozborskih volitvah je stranka preimenovana v Stranko Alenke Bratušek izboljšala svoj rezultat na 5 poslanskih mest. Bratuškova v svojem okraju ni bila izvoljena poslanko, je pa v 13. vladi Republike Slovenije pod vodstvom Marjana Šarca zasedla mesto ministrice za infrastrukturo. Na funkciji je ostala do 13. marca 2020, ko je prisegla nova vlada. 
Na državnozborskih volitvah 2022 je Stranka Alenke Bratušek prejela 2,61 odstotka glasov in izpadla iz Državnega zbora Republike Slovenije. Po besedah podpredsednice Maše Kociper se v stranki pozivi k odstopu Alenke Bratušek kot predsednice stranke niso pojavili. Predsednik zmagovalne stranke Gibanje Svoboda Robert Golob je tudi Stranko Alenke Bratušek povabil k sodelovanju v njegovi vladi. Alenki Bratušek je bilo ponujeno mesto ministrice za infrastrukturo, a šele po tem, ko bi vlada s spremembo Zakona o vladi razširila število ministrstev. Do takrat je opravljala funkcijo državne sekretarke na infrastrukturnem ministrstvu. Junija 2022 sta Stranka Alenke Bratušek in Lista Marjana Šarca izglasovali pripojitev h Gibanju Svoboda. Zaradi referenduma je bila rekonstrukcija vlade zaustavljena za več mesecev; do nje je prišlo 24. januarja 2023, ko je Alenka Bratušek znova prevzela položaj ministrice za infrastrukturo.
Julija 2023 je v javnost prišla informacija, da je Alenka Bratušek legalizirala počitniško hišo blizu Kranja, ki je bila črna gradnja, njena lastnica pa je bila več let.

## Zasebno
Njen partner je poslovnež Mitja Cvjetičanin, s katerim ima sina in hčer.